# ماكسيمم غيمز
ماكسيمم غيمز (بالإنجليزية: Maximum Games)‏، هي شركة نشر ألعاب فيديو أمريكية، مقرها في والنوت كريك كاليفورنيا، أسست في أغسطس 2009م على يد كريستينا سيلي، ولين سيسيريتو.